# Kristianstadsbassängen
Kristianstadsbassängen eller Kristianstadsbäckenet är en geologisk formation centrerad kring Kristianstad och kringliggande område i nordöstra Skåne. Bassängen bevarar avlagringar från delar av yngre krita. Sådana fynd inkluderar kvarlevor av dinosaurier, mosasaurier, plesiosaurier, hajar och ännu mer. Kristianstadsbassängen är Sveriges rikaste fossilfyndplats vad avser mesozoiska djur.

## Geologi och miljö
Det som idag är stora avlagringar av kalk var under Kritaperioden ett varmt och grunt hav, likt det som delade Nordamerika i två på den tiden. Avlagringarna sträcker sig, baserat på de belemniter man hittat i formationen, från sen tidig Campan till tidig Maastricht. Baserat på avlagringarna verkar det grunda havet ha varit artrikt och till viss del liknat moderna korallrev. Man har även funnit kvarlevor av landlevande dinosaurier och blommor, vilket tyder på att det funnits öar i havet vars djur ibland dött och flutit ut till havs.

## Paleobiologi

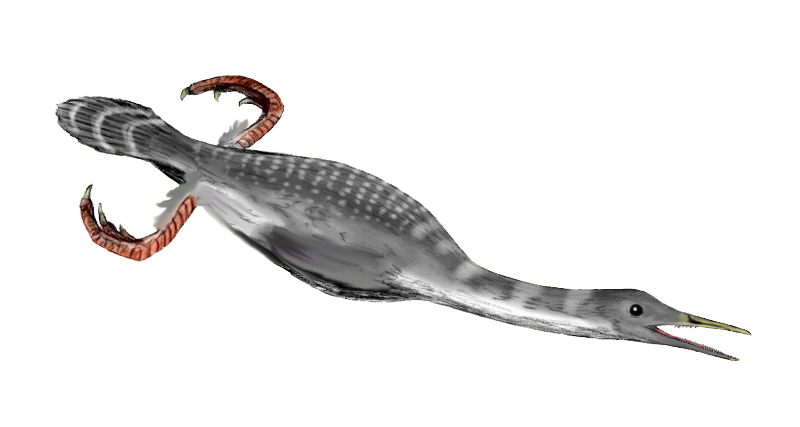
Hesperornis, en fågel vars kvarlevor har påträffats i formationen.

### Dinosaurier
I Kristianstadsbassängens avlagringar har man funnit några av de få dinosauriefossil som hittats i Sverige. De fragmentariska fossilen innehåller tänder och tåben av en medlem av den växtätande familjen Leptoceratopsidae, ett armben av en mindre theropod och tåben av en liten ornithopod.
Även kvarlevor av akvatiska fåglar, som är dinosaurier, har hittats i formationen. Dessa kommer från tre olika arter av hesperorner tillhörande släktena Hesperornis och Baptornis.

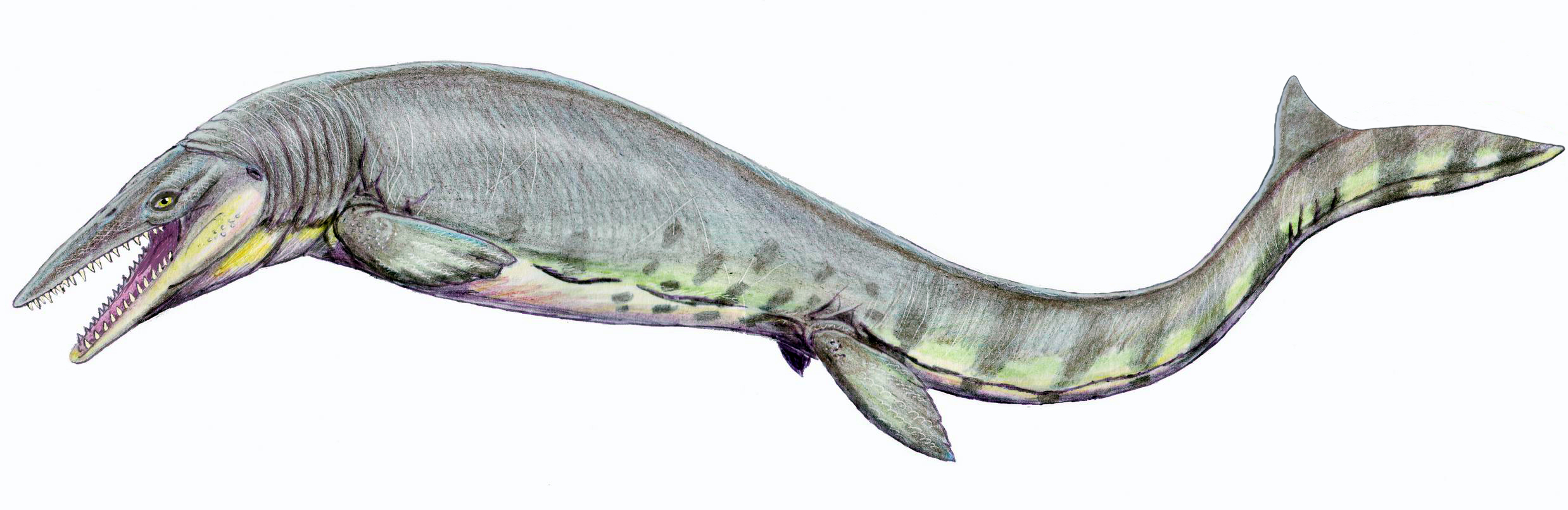
Rekonstruktion av mosasaurien Tylosaurus, vars tänder har hittats i formationen.

### Mosasaurier
En förhållandevis artrik mosasauriefauna har hittats i Kristianstadsbassängen bestående av släktena Clidastes, Eonatator, Hainosaurus, Tylosaurus, Prognathodon och Platecarpus under Campan och Mosasaurus och Plioplatecarpus under Maastricht. Alla släkten är kända endast från fragmentariska kvarlevor, oftast isolerade tänder eller kotor.

### Plesiosaurier
Kvarlevor är flera arter av plesiosaurier har hittats i Kristianstadsbassängen. Alla är fragmentariska och de flesta går inte att identifiera närmare än en placering i en familj. De mest berömda fynden från formationen kan vara fossil av plesiosaurien Scanisaurus.

### Fiskar
Fossil av en enorm mängd fiskar har gjorts i Kristianstadsbassängen, inklusive över 40 olika arter av hajar. Bland dessa hajar finns släkten som lever kvar än idag, såsom Carcharias, samt välkända utdöda släkten såsom Cretoxyrhina.

### Ryggradslösa djur
Kvarlevor av flera ryggradslösa djur har påträffats i fyndplatsernas avlagringar, i synnerhet belemnitbläckfiskar vars fossiliserade skal är vanliga fynd i området.

## Källhänvisningar
1. ↑  https://fof.se/tidning/2007/5/artikel/dinosaurier-tog-vagen-over-skane
2. 1 2  Lindgren, J. ”Early Campanian mosasaurs (Reptilia; Mosasauridae) from the Kristianstad Basin, southern Sweden”. Dissertations in Geology at Lund University.
3. 1 2 3 4  Sørensen, M., Surlyk, F.,  Lindgren, J., 2013, Food resources and habitat selection of a diverse vertebrate fauna from the upper lower Campanian of the Kristianstad Basin, Southern Sweden, Cretaceous Research 42: 85 - 92
4. ↑  Johan Lindgren, Philip J. Currie, Mikael Siverson, Jan Rees, Peter Cedestrom, Filip Lindgren. ”The first neoceratopsian dinosaur remains from Europe”. Palaeontology. http://www.lunduniversity.lu.se/lup/publication/df1571a8-4d26-4c99-8cce-42e3c93c3132. Läst 24 Januari 2017.
5. ↑  Poropat, Stephen F.; Einarsson, Elisabeth; Lindgren, Johan; Bazzi, Mohamad; Lagerstam, Clarence and Kear, Benjamin P.. ”Late Cretaceous dinosaurian remains from the Kristianstad Basin of southern Sweden”. Geological Society London Special Publications. https://lup.lub.lu.se/search/publication/7661dec0-3cae-42d3-a477-51aa8b60c300. Läst 24 Januari 2017.
6. ↑  Rees, J., Lindgren, J., 2004, Aquatic birds from the Upper Cretaceous (Lower Campanian) of Sweden and the Biology and Distribution of Hesperornithiforms, Palaeontology 48:6: 1321 – 1329.